# Eugenia nazistă
Eugenia nazistă este o teorie și practică de curățare etnică (eugenie) susținută de ideologia nazistă.